# فرانيو توماشيش
فرانيو توماشيش (بالكرواتية: Franjo Tomašić) (1761 – 1831) كان ضابطًا عسكريًا كرواتيًا خدم في الجيش الإمبراطوري النمساوي خلال أواخر القرن الثامن عشر وأوائل القرن التاسع عشر، واشتهر بمشاركته في الحروب النابليونية.

## الحياة المبكرة
ولد توماشيش عام 1761 في مدينة رييكا التي كانت آنذاك جزءًا من مملكة كرواتيا الخاضعة لسيطرة ملكية هابسبورغ. التحق بالجيش الإمبراطوري وارتقى تدريجيًا في الرتب العسكرية.

## المسيرة العسكرية
اشتهر توماشيش بدوره في الحروب النابليونية، حيث شارك في عدة حملات عسكرية ضد قوات نابليون بونابرت. عُرف بمهاراته التكتيكية وقدرته على قيادة القوات في معارك معقدة.
واحدة من أبرز محطاته كانت مشاركته في تحرير مدينة زادار (Zara) الواقعة على الساحل الدلماسي من السيطرة الفرنسية، بعد انسحاب الفرنسيين عام 1813.

## المناصب المدنية
بعد انتهاء الحروب، عُيّن توماشيش في منصب بان كرواتيا (الحاكم الملكي)، وهو أعلى منصب إداري في المملكة الكرواتية ضمن الإمبراطورية النمساوية، وذلك بين عامي 1815 و1830. خلال ولايته، دعم تحديث الإدارة، وتعزيز النظام القضائي والبنية التحتية.

## الأوسمة والتكريم
حصل توماشيش على وسام ماريا تيريزا العسكري، وهو أحد أعلى الأوسمة العسكرية في الإمبراطورية، تقديرًا لبطولته وإنجازاته في ساحة المعركة.

## الوفاة
توفي عام 1831 في مدينة زغرب، عاصمة المملكة الكرواتية السلافونية، وترك خلفه إرثًا سياسيًا وعسكريًا بارزًا في التاريخ الكرواتي.

## التهجئة الكرواتية للاسم
- Franjo هو النسخة الكرواتية من "فرانز" أو "فرانك" وتلفظ بالكرواتيه فرانيو
- Tomašić هو لقب عائلي شائع في كرواتيا، يُنطق: توماشيتش (الحرف "š" يُنطق "ش"، والحرف "ć" يُنطق "تش")